# Bartłomiej Pękiel
Bartłomiej Pękiel (1600 circa – 1670 circa) è stato un compositore polacco.

## Biografia
Pękiel fu l'assistente di Marco Scacchi quando quest'ultimo guidava la Cappella Reale di Varsavia e successivamente fu egli stesso Kapellmeister dal 1649 al 1655. Dopo questa data si trasferì a Cracovia, dove diresse l'orchestra della cattedrale dopo la morte di Franciszek Lilius nel 1657. La maggior parte delle sue composizioni fu perduta durante la guerra tra Polonia e Svezia. Importante fu la sua produzione di musica sacra, di cui ci restano circa 30 opere, per cori a più voci con accompagnamento strumentale, secondo i canoni dello stile concertato italiano.

## Opere principali
- Missa pulcherrima
- Missa Paschalis
- Missa concertata "La Lombardesca"
- Missa a 4 voci
- Missa senza le cerimonie
- Dialogo Audite mortales (oratorio)
- Ave Maria, Mottetto
- Trzy tańce polskie (Tre danze polacche): Uroczysty (Moderato) - Dostojny (Andante) - Wesoły (Allegro)